# Saint-Ellier-du-Maine
Saint-Ellier-du-Maine – miejscowość i gmina we Francji, w regionie Kraj Loary, w departamencie Mayenne.
Według danych na rok 1990 gminę zamieszkiwało 529 osób, a gęstość zaludnienia wynosiła 30 osób/km² (wśród 1504 gmin Kraju Loary Saint-Ellier-du-Maine plasuje się na 827. miejscu pod względem liczby ludności, natomiast pod względem powierzchni na miejscu 662.).